# Lennart Ahlefeldt-Laurvig-Lehn
Lennart greve Ahlefeldt-Laurvig-Lehn (4. maj 1916 på Hvidkilde – 28. marts 1945 i Ryvangen) var dansk greve, sekondløjtnant ved Gardehusarregimentet og modstandsmand under Danmarks besættelse. 
Han var yngste søn af greve og lensbaron Christian Ahlefeldt-Laurvig-Lehn og Sophie Magdalene "Lenna" født baronesse Reedtz-Thott.
Under dæknavnene "Holger Petersen" og "Peter Larsen" deltog han i en militærgruppe på Fyn, som udførte modtagearbejde, våben- og sprængningsinstruktion samt våbentransporter og sabotage. Andre deltagere i gruppen var Alf Toftager og Ivar Sporon-Fiedler.
Han blev anholdt og dømt ved tysk krigsret og henrettet i Ryvangen den 28. marts 1945. Han er mindet i Mindelunden i Ryvangen.